# Elizabeth Maria Molteno
Elizabeth Maria Molteno (Betty), née le 24 septembre 1852 à Beaufort West dans la Colonie du Cap et morte le 25 août 1927 à Trevone au Royaume-Uni, est une femme politique et militante féministe. Elle fait partie des premiers défenseurs des droits civils et des femmes en Afrique du Sud.

## Biographie

### Jeunesse
Elizabeth Maria Molteno est née dans une famille d'origine italienne influente de la colonie du Cap. Elle est la fille aînée de John Charles Molteno, le premier Premier ministre du Cap. Une partie de ses 18 frères et sœurs a occupé des postes d'influence dans les affaires et le gouvernement.
Elle passe son enfance dans l'environnement protégé du domaine familiale de Claremont, dans la banlieue du Cap, où elle fait ses études. Son père voyage fréquemment pour des raisons diplomatiques ou commerciales, et ses enfants les plus âgés l'accompagnent dans ces voyages. Par conséquent, elle voyage beaucoup lorsqu'elle est enfant, en particulier en Italie et à Londres. Elle grandit ainsi en partageant l'intérêt de son père pour la politique et les questions d'actualité.
Ayant une forte personnalité, elle développe des idées et des habitudes non conventionnelles pour une fille de l'époque victorienne, portant souvent des vêtements rugueux[Quoi ?], et montrant plus d'intérêt pour la science et la politique que pour le mariage et les enfants. Elle est également devenue végétarienne. Dans ses croyances personnelles, elle affirme être spirituelle, mais non religieuse, et elle prend une résolution : la croyance à vie dans les principes de l'égalité de genre et de l'égalité raciale.
Après sa scolarité, Elizabeth Maria Molteno choisit, contrairement à ses sœurs, de ne pas se marier mais de poursuivre ses études au Newnham College de Cambridge, en Angleterre.

### Carrière professionnelle
Après ses études, Elizabeth Maria Molteno devient enseignante, choisissant l'une des rares carrières ouvertes aux femmes au XIXe siècle. Elle est ensuite nommée directrice de la Collegiate Girls School à Port Elizabeth. Elle révolutionne le système d'éducation victorien basé sur l'apprentissage par cœur et limité à des sujets jugés appropriés pour les femmes. Elle applique également des méthodes d'enseignement relativement avancées et libérales pour l'époque, y compris ce qui est probablement le premier système d'éducation sexuelle pour les filles du pays.
Elle a une croyance ardente en l'importance de l'éducation des filles, tant et si bien qu'elle refuse de recevoir un salaire pour son travail administratif et pédagogique.

### Activisme politique

#### Activisme anti-guerre

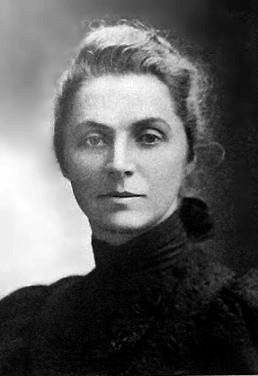
Emily Hobhouse, militante progressiste et pacifiste britannique et amie intime d'Elizabeth Maria Molteno.

Lors de la guerre des Boers, les activistes anti-guerre sont généralement étiquetés comme « pro-Boer » par leurs adversaires, et sont victimes d'une forte pression sociale. La communauté blanche de Port Elizabeth soutient largement les troupes britanniques. Lorsqu'Elizabeth Maria Molteno se déclare ouvertement et strictement opposée à la guerre, elle est forcée de démissionner, en dépit d'une campagne de soutien organisée par ses anciens élèves et collègues.
Elle est membre fondatrice du Comité de conciliation d'Afrique du Sud, pour lequel elle déménage au Cap en 1899. Dans cette ville, elle organise une série de réunions de masse, rassemblant des milliers de personnes, pour protester contre la guerre et les divisions ethniques qu'elle cause.
Elizabeth Maria Molteno côtoie intimement Emily Hobhouse et Olive Schreiner avec qui elle travaille sur des sujets humanitaires et anti-guerre à la fois pendant et après la guerre des Boers. Avec elles, elle organise une campagne pour les victimes, notamment les enfants, des camps de concentration britanniques et du pillage des fermes boers,. À Port Elizabeth, elle fait également la connaissance d'Alice Greene (tante de l'écrivain Graham Greene), la vice-directrice de la Collegiate School et également activiste anti-guerre. Les deux femmes ont des opinions très similaires et ont par la suite maintenu une longue amitié.

#### Activisme avec Gandhi

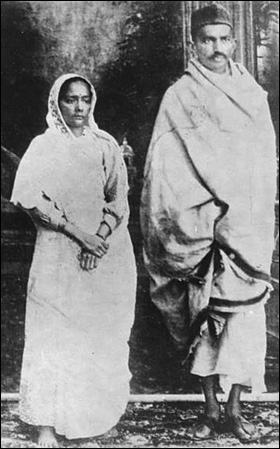
Gandhi et sa femme Kasturba en 1914.

Après la guerre, Elizabeth Maria Molteno s'oppose aux nouveaux mouvements politiques radicaux qui se développent en Afrique du Sud et émigre en Angleterre. Elle y rencontre Gandhi en 1909, avec qui elle devient amie et entretient une correspondance.
Elle revient en Afrique du Sud en 1912 et s'implique ardemment dans la lutte contre le racisme et pour le suffrage des femmes. Elle cherche à sensibiliser le peuple sur ces causes lors de réunions publiques.
Elle reste en contact étroit avec les Gandhi, visitant régulièrement le couple au Phoenix Settlement for Indians et achetant même une propriété à proximité d'Umhlanga. Elle y déménage lors de la campagne de Satyagraha, sa présence apportant un soutien inestimable pour le mouvement, en grande partie en raison de son statut et ses relations politiques. Dans les discours prononcés avec Gandhi lors de réunions à Durban, elle incite les Indiens à s'identifier à l'Afrique.
Le couple Gandhi vient au Cap en 1914. Elizabeth dépense des efforts considérables veillant à ce qu'ils soient présentés aux personnalités politiques les plus puissantes d'Afrique du Sud. Elle facilite notamment leur présentation avec Emily Hobhouse et le Premier ministre, le général Botha, qui a longtemps ignoré les demandes d'interview de la part de Gandhi, mais qui a par la suite maintenu des rapports cordiaux. Gandhi a plus tard écrit à propos du rôle d'Elizabeth Maria Molteno en tant que pacificatrice qui lui a permis de prendre contact avec les personnes les plus puissantes du pays,. 
Durant les années qui suivent, elle mène une série de campagnes en faveur des droits politiques et territoriaux pour les Sud-Africains noirs. Elle travaille avec des dirigeants noirs éminents tels que John Dube (président fondateur du Congrès national africain) et Solomon Plaatje,,.

#### Campagnes contre les abus envers les prisonniers
L'abus des prisonniers par la police sud-africaine constitue une des causes auxquelles Elizabeth Maria Molteno s'intéresse le plus. En 1913, alors que Gandhi est en prison, elle rend visite à des prisonniers battus et témoigne aux enquêtes.
Elle fait, de la même façon, pression contre le dénigrement dont Kasturba Gandhi souffre. Elle rend également visite au satyagrahi Soorzai, alors dans un état grave car roué de coups. L'homme, accusé d'avoir mené une grève, meurt de ses blessures. Elizabeth Molteno s'implique alors profondément dans les procédures judiciaires, finalement infructueuses, concernant le traitement de cet homme.

#### Suffrage des femmes
Tout au long de sa vie, Elizabeth Maria Molteno contribue, presque sans interruption, aux progrès du mouvement pour le suffrage des femmes.
En tant que défenseur des droits des femmes, elle rencontre et travaille avec les résistantes non violentes de toutes les communautés et de tous les milieux. Elle est également régulièrement conférencière lors des meetings du mouvement, et exprime l'espoir que, dans un avenir multiracial en Afrique du Sud, les femmes seraient autorisées à jouer un rôle de premier plan.
Lorsque la Première Guerre mondiale débute en 1914, elle rejoint ses amis intimes Emily Hobhouse et Olive Schreiner en Angleterre, alors en guerre, pour travailler avec des objecteurs de conscience. Elle consacre cependant une grande partie de son travail au Royaume-Uni à la défense des droits et de la représentation des femmes. En 1917, lorsque la Révolution russe éclate et la Première Guerre mondiale touche à sa fin, beaucoup de personnes, dont Elizabeth Maria Molteno, pensent que c'est le début d'une grande « émancipation de l'humanité ». Cette dernière écrit en 1919 à propos d'un avenir où : « toutes les distinctions de race, de sexe, de religion ; tous les vieux shibboleths jusqu'alors utilisés pour restreindre les masses, devaient céder la place à des conceptions plus larges, plus vastes et plus profondes de l'humanité ».

### Décès et héritage

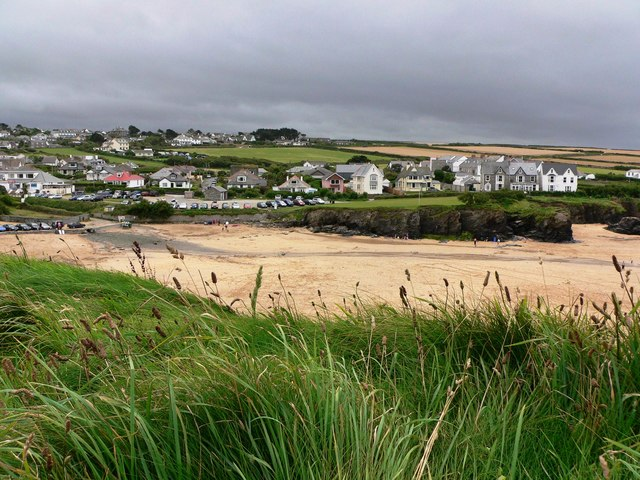
Trevone.

Elizabeth Maria Molteno meurt en 1927 dans le village de Trevone, en Cornouailles, dans le sud de l'Angleterre. Elle est enterrée au cimetière de Saint-Sauveur à côté de son amie Alice Greene. Leur épitaphe est : « Elles ont aimé et servi l'Afrique du Sud ».
Elle est depuis mentionnée comme « une des femmes les plus influentes d'Afrique du Sud du XIXe et du début du XXe siècles » et comme « l'une des femmes d'Afrique du Sud les plus remarquables de sa génération ». Néanmoins, ses valeurs et ses objectifs étant trop progressistes pour l'époque où elle vivait, il a fallu plusieurs décennies avant qu'ils ne soient entièrement acceptés (en particulier en Afrique du Sud). Son rôle dans la propagation de ces derniers a ainsi été oublié.

## Écrits
Elizabeth Maria Molteno a été écrivaine pour une gamme de publications britanniques et sud-africaines. Emily Hobhouse a plus tard écrit à propos d'elle : « Votre don de voir dans le cœur des choses est si grande, et vous avez le contrôle d'un tel langage exquis pour exprimer les aspects moraux et spirituels ». Ses écrits ont attiré une attention considérable en raison de leur langage radicale (et souvent anti-impérialiste).